# Cecilie Brickenstein
Cecilie Brickenstein (* 10. Dezember 1886 in Bremen; † 19. November 1979 in Bremen) war eine deutsche Diakonissin und Bremer Politikerin (DNVP).

## Biografie
Brickenstein war die Tochter des Kapitäns des verunglückten Passagierschiffs Deutschland und danach Kohlenhändlers Carl Wilhelm Eduard Brickenstein (1847–1926) und seiner Frau Caroline Wilhelmine. Sie wuchs mit einer Schwester und vier Brüdern auf. Sie besuchte eine private Mädchenschule und 1912 das Lehrerinnenseminar von Johann Janson. Während des Ersten Weltkriegs wirkte sie in der sozialen Jugendarbeit und war bald in einer leitenden Stellung. Sie wurde 1916 in den Bundesvorstand des Deutschen Evangelischen Frauenbundes berufen, war ab 1918 zweite Vorsitzende des deutsch-evangelischen Verbandes sozialer Jugendgruppen und 1921 Vorsitzende. Von 1921 bis 1932 gab sie die Verbandszeitschrift Werden und Wirken heraus und hielt Vorträge in ganz Deutschland.
1919 trat sie auf Wirken von Mathilde Plate (DNVP) in die Deutschnationale Volkspartei (DNVP) ein und war hier Vorsitzende der Frauengruppe in Bremen. 1927 kandidierte sie noch erfolglos für die Bremische Bürgerschaft. Von 1930 bis 1933 wurde sie dann in das Parlament gewählt und war in der Schuldeputation vertreten. Eine Distanz zur aufstrebenden NS-Ideologie war deutlich erkennbar.
In den 1930er-Jahren wurde Brickenstein Diakonisse und 1938 Oberin am Mutterhaus Hermannswerder bei Potsdam. Sie wehrte erfolgreich die Gremien der NSDAP ab, in das Leben des Mutterhauses einzugreifen. Auch in den ersten Nachkriegsjahren konnte sie mit Hilfe von Otto Dibelius, Bischof der evangelischen Kirche Berlin-Brandenburg, politische Einflussnahmen verhindern. 1948 trat sie in den Ruhestand. 1962 kehrte sie nach Bremen zurück und wohnte id der Östlichen Vorstadt. Sie leitete dann ein Jahr lang das ökumenische Heim der Stiftung Friedehorst in Bremen - Burglesum.

Sie wurde auf dem Riensberger Friedhof beigesetzt.